# Schmölln
Schmölln (pronunciación en alemán: /ʃmœln/ⓘ) es una ciudad en el este de Turingia, Alemania. Schmölln tiene 13 761 habitantes (2017) y forma parte del Distrito de Altenburger Land. 
Schmölln es una ciudad antigua con un centro medieval. La ciudad se ubica sobre la autopista A4 entre Érfurt en el oeste y Dresde en el este. Una especialidad de la cocina local es el Mutzbraten. 
Dentro del distrito, la ciudad no forma parte de ninguna mancomunidad (Verwaltungsgemeinschaft), pero su municipio ejerce las funciones de una mancomunidad para el vecino municipio de Dobitschen. Además, en la ciudad se ubica la sede de la mancomunidad Oberes Sprottental, de la que forman parte seis municipios rurales del suroeste del distrito.

## Localidades
Schmölln posee uno de los términos municipales más extensos del este de Turingia, y en el municipio se ubican numerosas pedanías como consecuencia de una serie de fusiones de municipios que se remontan a 1922. En la ciudad solamente viven unos diez mil habitantes, estando el resto de la población municipal repartida por las localidades rurales. La siguiente tabla muestra las 44 localidades de Schmölln tras la reforma de 2019:
| Anexión            | Localidades |
| ------------------ | --- |
| 1. octubre 1922    | Nitzschka |
| 1. octubre 1922    | Sommeritz |
| 1. octubre 1922    | Zschernitzsch |
| 1. julio 1950      | Bohra |
| 1. julio de 1950   | Kummer |
| 1. enero de 1974   | Schloßig 0Nödenitzsch |
| 8. marzo de 1994   | Weißbach 0Brandrübel 0Selka |
| 1 de enero de 1996 | Großstöbnitz 0Kleinmückern 0Papiermühle |
| 1 de enero de 2019 | Altkirchen 0Gimmel 0Gödissa 0Göldschen 0Großtauschwitz 0Illsitz 0Jauern 0Kleintauschwitz 0Kratschütz 0Nöbden 0Platschütz 0Röthenitz 0Trebula |
| 1 de enero de 2019 | Drogen 0Mohlis |
| 1 de enero de 2019 | Lumpzig 0Braunshain 0Großbraunshain 0 Hartha 0Kleintauscha 0Prehna                                                                           |
| 1 de enero de 2019 | Nöbdenitz 0Burkersdorf 0Lohma 0Untschen 0Zagkwitz                                                                                            |
| 1 de enero de 2019 | Wildenbörten 0Dobra 0Graicha 0Hartroda 0Kakau                                                                                                |

## Patrimonio

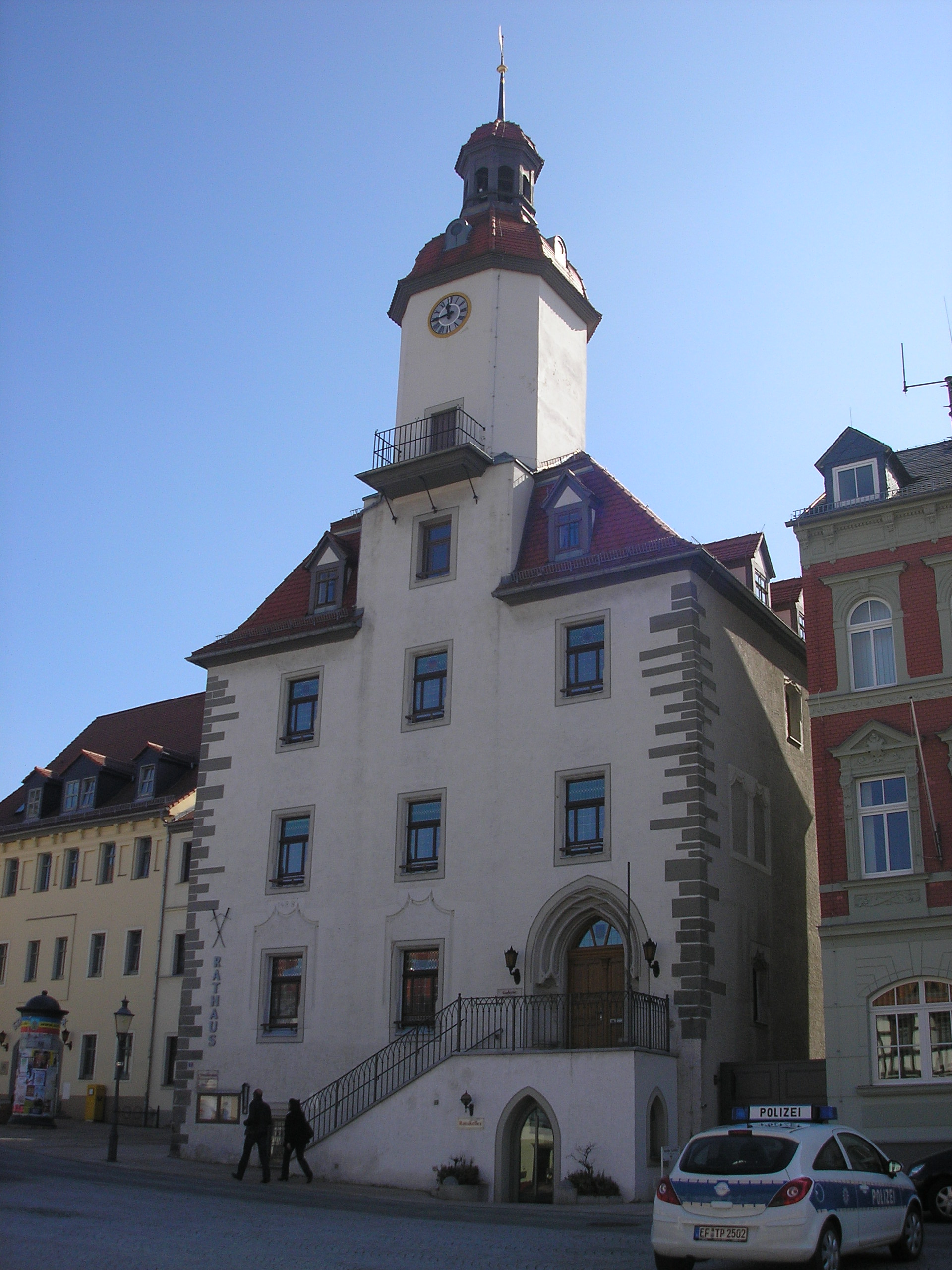
Ayuntamiento
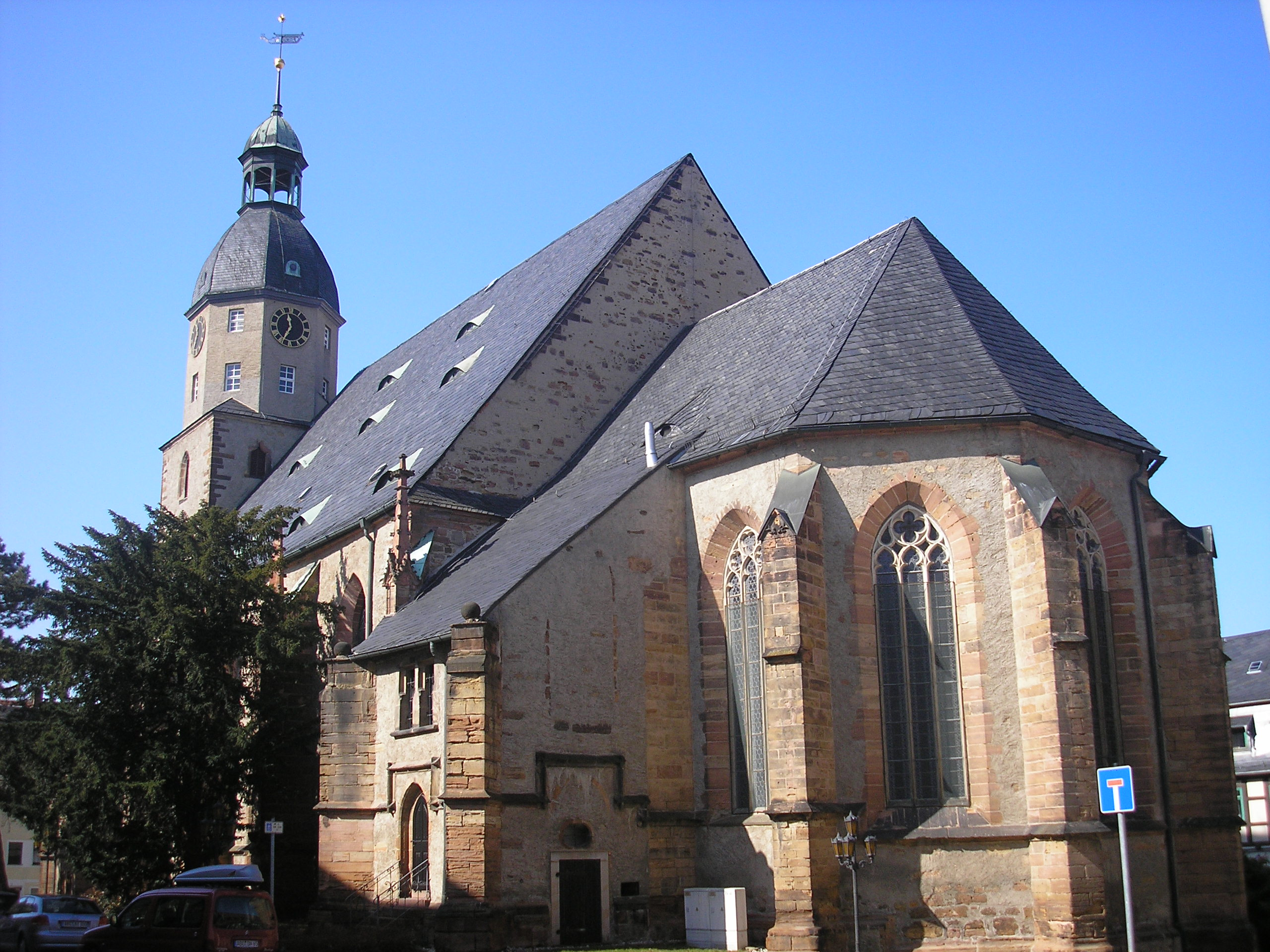
Iglesia mayor (luterana)
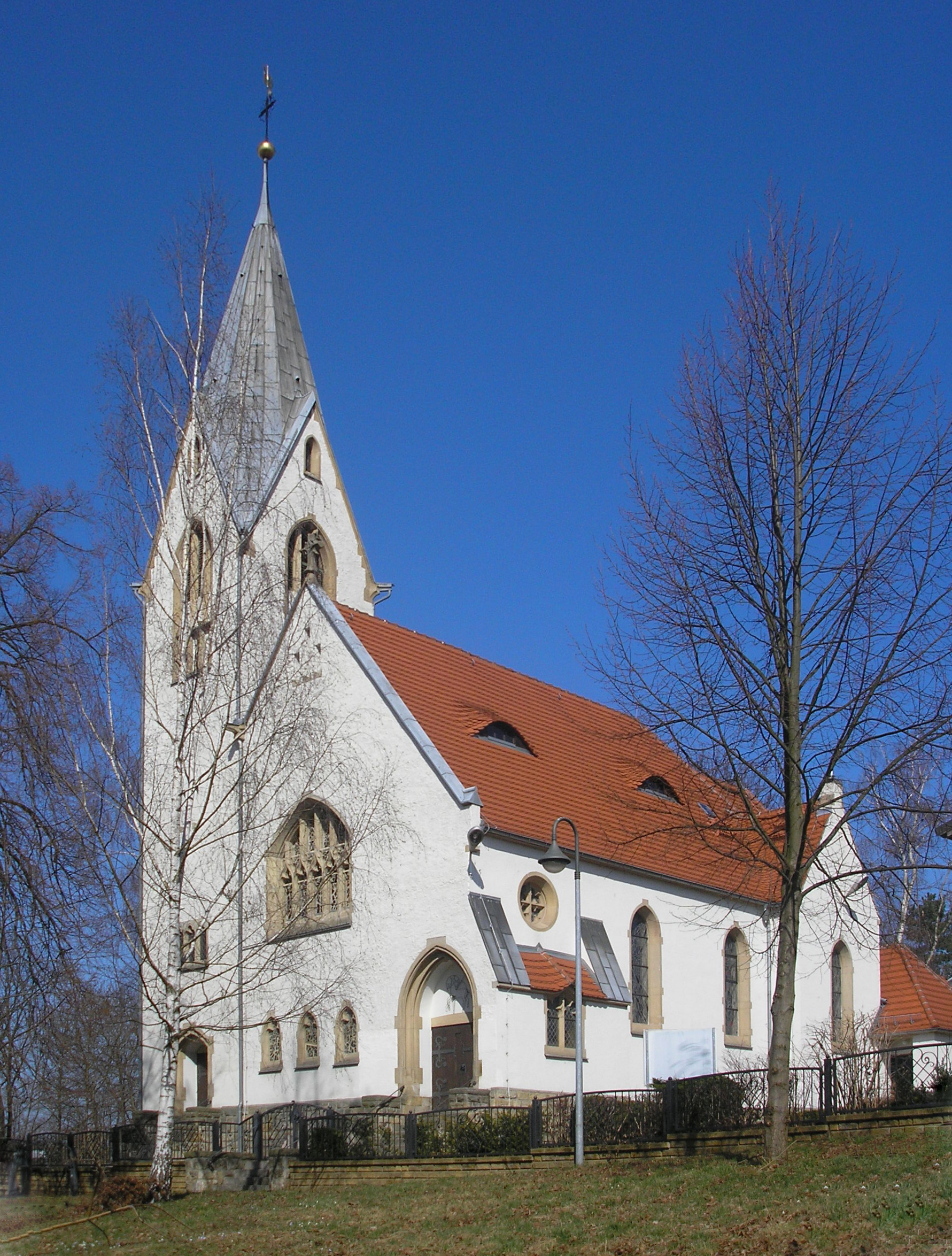
Iglesia católica
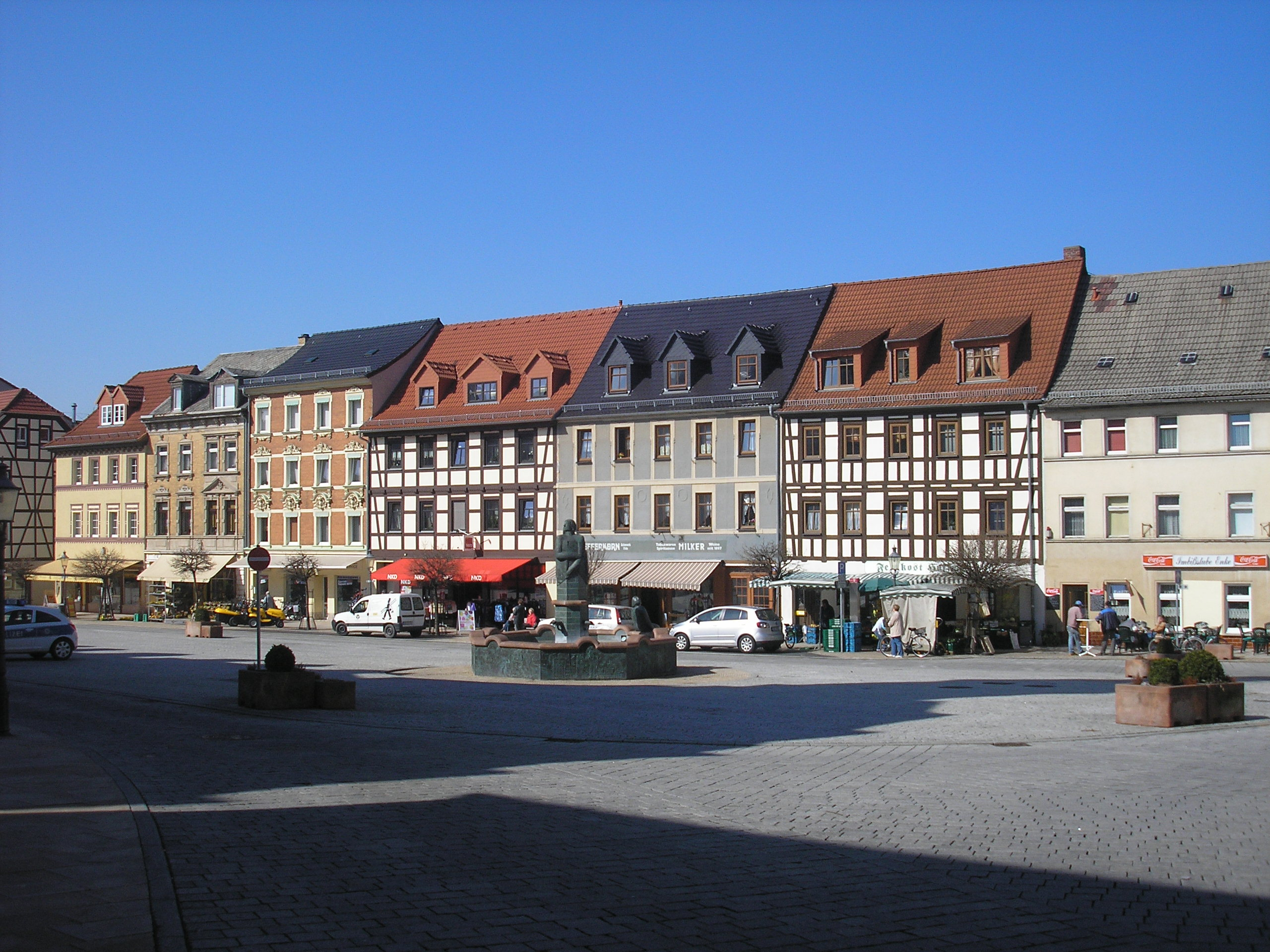
Plaza mayor
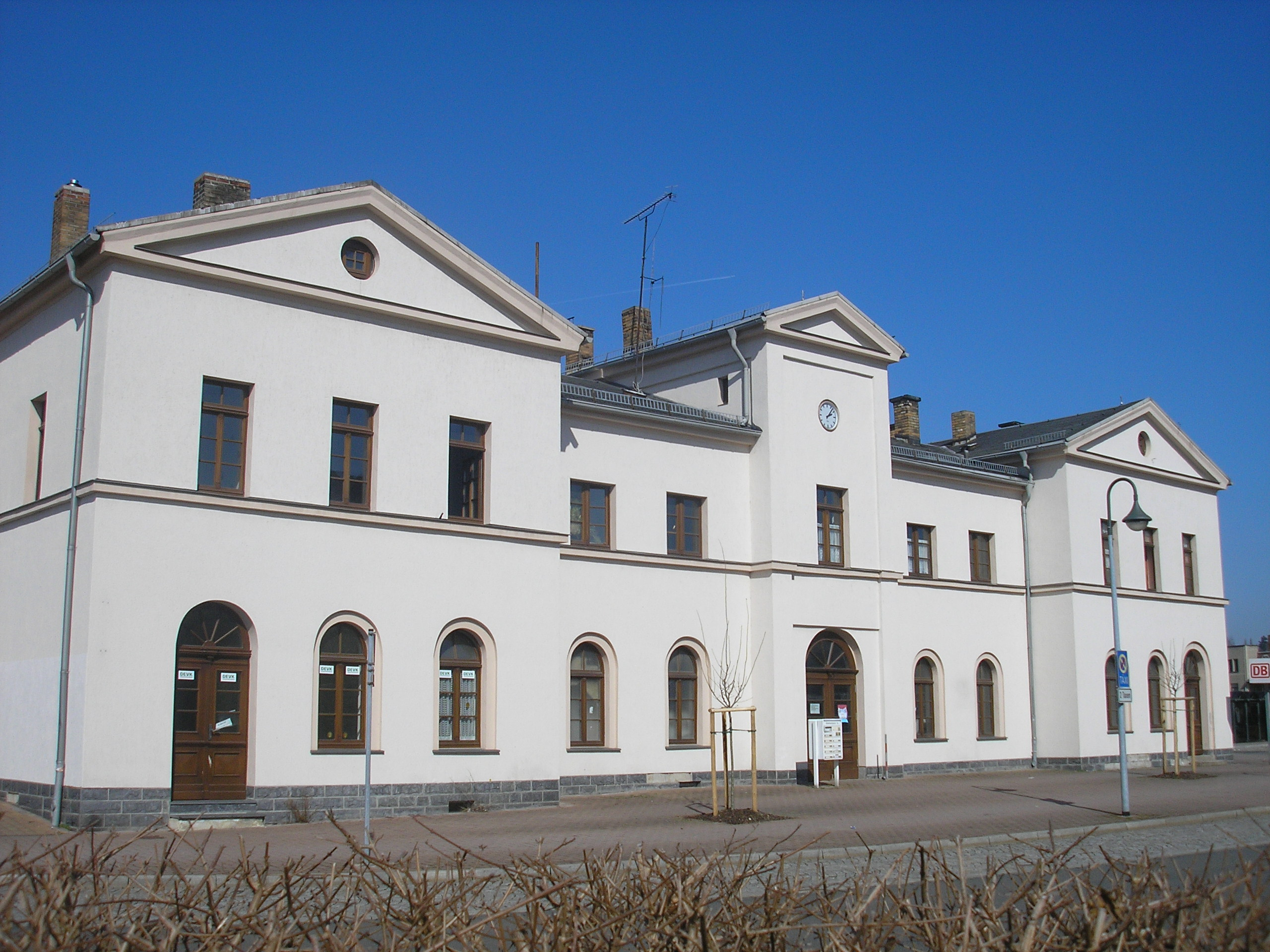
Estación